# Gynoplistia cyanoceps
Gynoplistia cyanoceps är en tvåvingeart som beskrevs av Alexander 1960. Gynoplistia cyanoceps ingår i släktet Gynoplistia och familjen småharkrankar. Inga underarter finns listade i Catalogue of Life.